# سيفتيزوكسيم
سيفتيزوكسيم Ceftizoxime هو دواء شبه اصطناعي مضاد حيوي من الجيل الثالث من السيفالوسبورين، واسع الطيف، له نشاط مضاد للجراثيم معتدل ضد البكتيريا سالبة الجرام

## الاستعمال الطبي
- علاج الإنتانات الناجمة عن العصيات السلبية الغرام المتحسسة له باستثناء تلك الناجمة عن الزوائف.
- علاج الإنتانات الناجمة عن مزيج من الجراثيم السلبية الغرام واللاهوائيات ولاسيما إنتانات الجهاز التنفسي والجلد والتراكيب الجلدية والعظام والمفاصل والجهاز البولي والأمراض النسائية وتجرثم الدم.[5]

## التخليق
عن طريق الحقن الجيل الثالث مركبات السيفالوسبورينات المضادات الحيوية المرتبطة ب سيفوتاكسيم،

تخليق سيفتيزوكسيم:

## آليه العمل
يثبط عملية صنع الجدار الخلوي الجرثومي بارتباطه مع واحد أو أكثر من بروتينات الاتحاد مع البنسلين PBPs، الأدمر الذي يؤدي إلى تثبيط نقل الببتيدات الذي يعد الخطوة الأخيرة من عملية تصنيع الغليكوجين الببتيدي الذي بدوره يدخل في تركيب متن الجدار الخلوي الجرثومي. كل ما سبق سيؤدي إلى انحلال واضمحلال الجرثوم تحت تأثير الخمائر الحالة الذاتية التي تتفعل عندئذ دون قيد أو ضابط.

## الحرائك الدوائية
- التوزع: يبلغ حجم توزعه 0.35-0.5ليتر/كغ، يتوزع بشكل واسع إلى معظم أنسجة الجسم وسوائله بما فيها المرارة والكبد والكلى والعظام والقشع والصفراء وسائل الجنب والسائل المفصلي، ينتشر إلى السائل الدماغي الشوكي بشكل جيد ويعبر المشيمة، وتفرز كميات قليلة منه في حليب الثدي.
- الارتباط البروتيني: 30%.
- العمر النصفي: 1.6ساعة، ويبلغ 25ساعة عندما تنخفض تصفية الكرياتينين إلى ما لا يقل عن 10مل/د.
- يصل تركيزه المصلي لذروته بعد مرور 0.5-1 ساعة على حقنه عضلياً.
- الإطراح: مع البول غير متبدل.
- الحمل: ينتمي لأدوية المجموعة B.
- مضادات الاستطباب: فرط الحساسية له أو لأحد مكوناته أو لأحد السيفالوسبورينات.[5]

## تحذيرات
1. قد يسبب استخدامه الطويل ظهور انتانات متراكبة (انتهازية).
2. يوجد نسبة منخفضة من فرط الحساسية المتصالبة بينه وبين البنسيلينات.
3. يجب تعديل جرعته عند المريض المصاب باضطراب الوظيفة الكلوية.[5][8]

## التأثيرات الجانبية
- تحدث بنسبة 1-10%:
  - عصبية مركزية: حمى.
  - جلدية: طفح، حكة.
  - دموية: كثرة الحمضات، كثرة الصفيحات. قلة عدلات عابر، فقر دم.
  - كبدية: ارتفاع عابر في تراكيز SGOT وSGPT والفوسفاتاز القلوية. اضطراب عابر في اختبارات وظائف الكبد.
  - موضعية: ألم، حرق عند موضع الحقن.
- تحدث بنسبة تقل عن 1%:
  - عصبية مركزية: دوام، تعب، صداع.
  - هضمية: غثيان، إقياء، التهاب كولون غشائي كاذب.[5][8]

## الجرعة
- الأطفال بعمر أكبر أو يساوي 6أشهر: يعطى حقن عضلي أو وريدي بجرعة 150-200 ملغ/كغ/يوم تقسم على 3-4 دفعات، الجرعة القصوى 12غ/يوم.
- البالغين: يعطى حقن عضلي أو وريديبجرعة 1-2غ كل 8-12 ساعة، أما في الحالات المهددة للحياة فيعطى 2غ كل 4ساعات أو 4غ كل 8ساعات.
- تعدل جرعته عند مريض القصور الكلوي:

1. تصفية الكرياتينين 10-50 مل/د: يعطى بفواصل 24-48ساعة.
2. تصفية الكرياتينين أقل من 10 مل/د: يعطى 2.25بفواصل 48-72ساعة.

- يزال بالديلزة الدموية بشكل متوسط الشدة (20-50%)[8]